# Прево, Пьер (художник)
Пьер Прево (7 декабря 1764, Монтиньи-ле-Ганнелон — 30 августа 1823, Париж) — французский художник.

## Биография
Сын винодела средней руки, зажиточного, но недостаточно богатого, чтобы дать сыну полноценное художественное образование. В связи с этим, Пьер Прево сумел прибыть в Париж только в возрасте более старшем, чем тот, в котором обычно начинают занятия живописью. В Париже он стал учеником Пьера Анри де Валансьена, который обучал его как рисованию пейзажей с натуры, так и копированию образов Пуссена и Лоррена.
Несмотря на ученичество у известного художника, Прево оставался достаточно бедным человеком. Он начал выставляться, но сперва это не принесло существенного успеха. Тогда Прево обратился к жанру панорамы, только что вошедшего тогда в моду искусства создания больших пейзажных картин, размещавшихся в полукруглых ротондах (то есть, в современной  российской терминологии, речь шла о диорамах, а не о собственно панорамах). Один из изобретателей панорам, Роберт Фултон продал права на эксплуатацию и создание панорам во Франции Уильяму Джеймсу Тайеру, а тот нанял Прево для создания самих панорамных картин. В 1799 году Тайером и Прево была задумана, создана и открыта первая парижская панорама.
Прево создавал, в основном, панорамы городов: Парижа, Рима, Неаполя, Амстердама и так далее. Постепенно бизнес Прево разрастался, его панорамы стали заметным явлением французской культурной жизни. Его помощниками стали художники Шарль-Мари Бутон и Луи Дагер, будущий изобретатель дагеротипии, а также брат, Жан Прево (1768-1853), чей вклад состоял в написании пояснительных буклетов к панорамам.
Талантливым художником, учеником прославленного Давида, стал и племянник Прево, Леон Матье Кошеро. 
В 1817 году Прево и Кошеро были приглашены новым директором Лувра, де Форбеном, в путешествие на корабле «Клеопатра» на Ближний Восток, для создания пейзажей с натуры. Эта экспедиция оказалась крайне неудачной. Кошеро в возрасте 24 лет погиб на борту корабля от дизентерии и был похоронен в Ионическом море. Прево, создав панорамы Иерусалима и Афин, перешёл к изображению Константинополя, но заболел, и, через несколько лет после возвращения на родину, скончался в возрасте 58 лет.
Бизнес по созданию панорам, новаторский в художественном отношении и дорогостоящий по затратам, в конечном итоге, оказался убыточным, так что Прево с трудом удалось погасить долги и выделить деньги для раздачи неимущим, которую сам он не успел осуществить.
Художник-новатор был похоронен на парижском кладбище Пер-Лашез.

## Галерея

Панорамы Пьера Прево
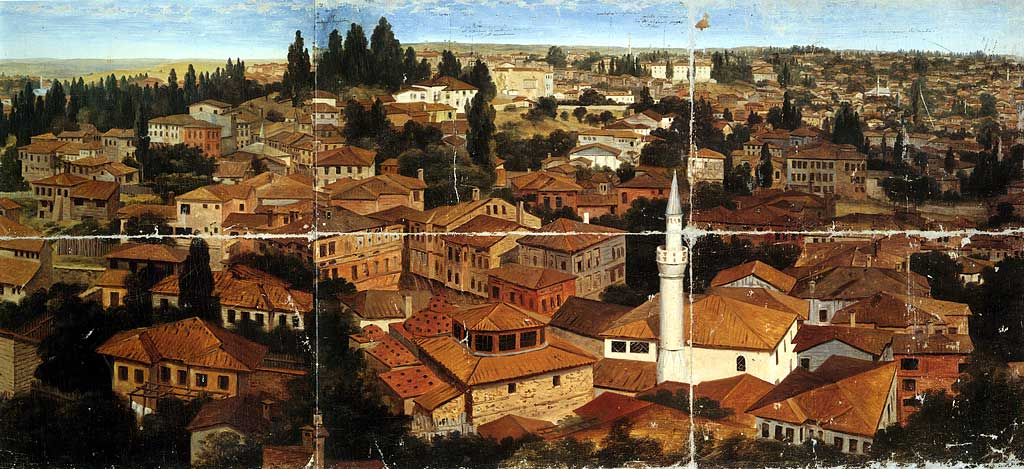
Панорама Константинополя, 1818 год. Фрагмент.
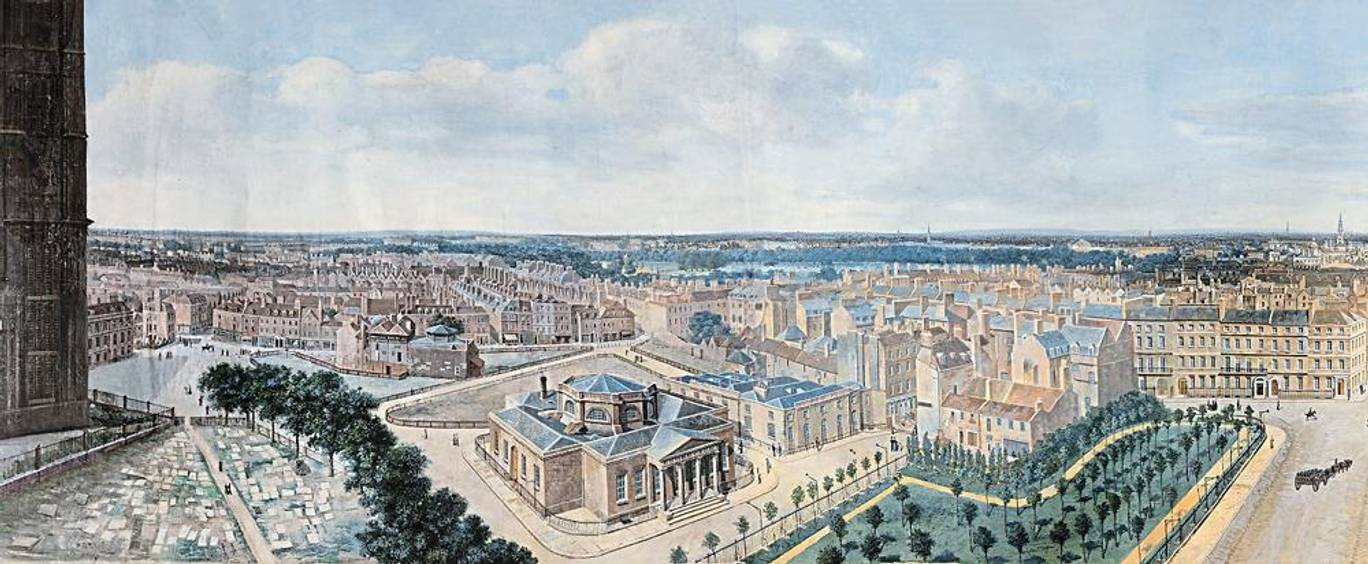
Панорама Лондона (1815). Фрагмент.
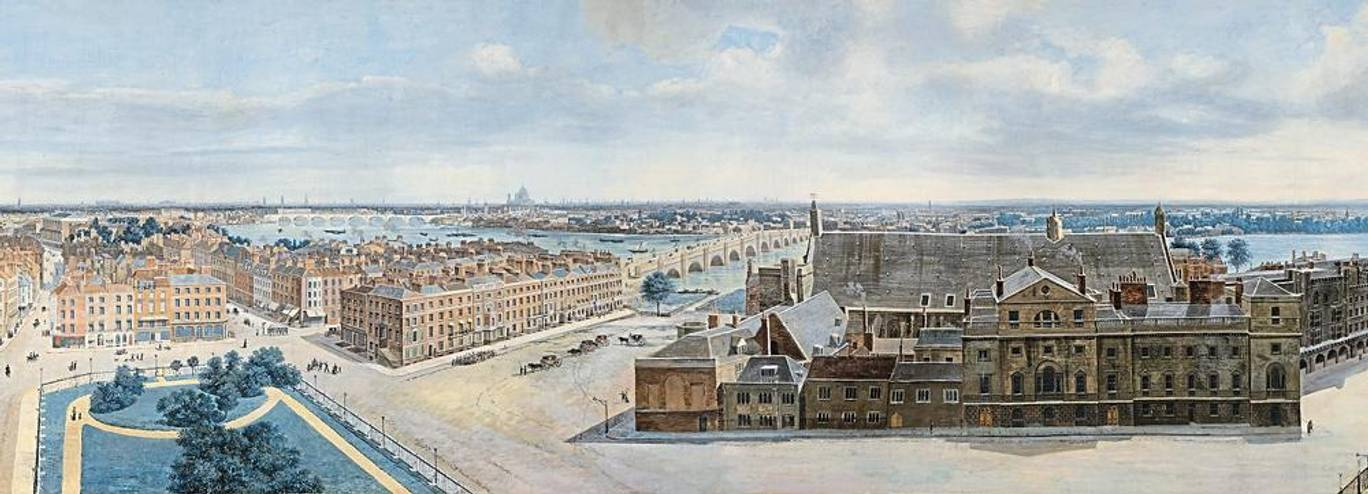
Фрагмент панорамы Лондона.
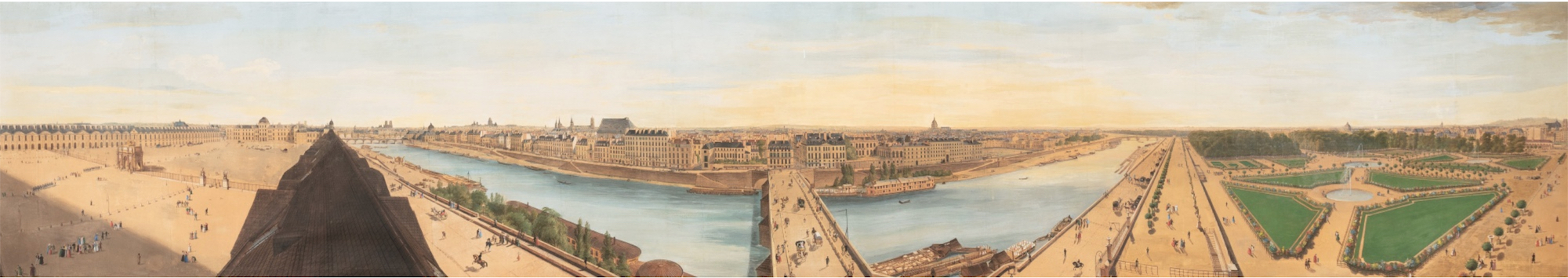
Панорама Парижа (1812-14).